# Baião Ca-Room' Pa Pa
Baião Ca-Room' Pa Pa é uma canção composta originalmente por Humberto Teixeira e Luiz Gonzaga, com versão em inglês de Ray Gilbert. A música foi gravada por Carmen Miranda em 6 de janeiro de 1950, acompanhada pela Orquestra de Vic Schoen e pelo Bando da Lua, com a participação das Andrews Sisters.
A canção fez parte da trilha sonora da comédia musical da MGM Nancy Goes to Rio (1950). No filme, o número interpretado por Carmen Miranda foi descrito pela revista Billboard como "uma alegre melodia latina cintilante". O mesmo número musical também foi incluído no documentário brasileiro de 2013 O Homem Que Engarrafava Nuvens, dirigido por Lírio Ferreira.